# Droga wojewódzka 231
Die Droga wojewódzka 231 (DW 231) ist eine polnische Woiwodschaftsstraße im Südosten der Woiwodschaft Pommern. Sie verläuft in Nord-Süd-Richtung und verbindet auf einer Länge von etwa 18 Kilometern den Powiat Starogardzki (Kreis Preußisch Stargard) mit dem Südosten des Powiat Tczewski (Kreis Dirschau). Gleichzeitig ist sie Bindeglied zwischen den Woiwodschaftsstraßen DW 214, DW 222, DW 234, DW 259 und DW 623 und der Autostrada A 1 (auch Europastraße 75) sowie der Landesstraße (DK) 1.

## Straßenverlauf
Woiwodschaft Pommern
- Powiat Starogardzki (Kreis Preußisch Stargard):
  - Skórcz (Skurz) (→ DW 214: Łeba (Leba) – Warlubie (Warlubien), DW 222: Danzig – Skórcz, und DW 234: Skórcz – Gniew (Mewe))
  - Miryce (Miritz)

- X Staatsbahn (PKP)-Linie 218: (Myślice (Miswalde) – Prabuty (Riesenburg) -) Kwidzyn (Marienwerder) – Skórcz – Szlachta (Schlachta) X
  - Mirotki (Mirotken) (→ DW 623: Mirotki – Majewo (Paulshof) – Rakowiec (Rakowitz))
  - Stara Jania (Altjahn)
  - Kopytkowo (→ A 1: Danzig – Gorzyce (Gorschütz)/Tschechien)

- X PKP-Linie 218 (wie oben) X
  - Smętowo Graniczne (Schmentau) (→ DW 259)

- X PKP-Linie 218 (wie oben) X
  - Czerwińsk (Vorwerk Scherwindt)

- Powiat Tczewski (Kreis Dirschau):
  - Kolonia Ostrowicka (Kolonie Osterwitt) (→ DK 1: Danzig – Cieszyn/Tschechien)